# Lista de integrantes dos Vingadores

## Vingadores: Era de Ultron (2015)
Talvez este seja o filme menos referenciado em Ultimato. O primeiro indício da sua relevância está na discussão entre Tony Stark e Steve Rogers, logo no começo da trama.
No segundo Vingadores, a intenção do Homem de Ferro era proteger o mundo com uma espécie de armadura e, por isso, ele criou Ultron. O plano não deu certo, mas a preocupação dele se manteve. Ao que tudo indica, o Capitão se opôs a esta ideia e Tony encontrou nesse momento em Ultimato a oportunidade para enfatizar a escolha que fez.
As visões de alguns Vingadores sob o efeito do poder da Feiticeira Escarlate também ressoam no capítulo final da Saga do Infinito. Tony Stark, por exemplo, viu os heróis mortos, o que se tornou verdade com o estalar de dedos do Thanos. Thor descobriu a existência das Joias do Infinito, cujo poder é a chance da salvação deles. O Capitão América, por sua vez, sonhou que estava cumprindo sua promessa com Peggy Carter levando-a para dançar.
É neste filme também que conhecemos a família de Clint Barton, presente na abertura de Ultimato. Para o Gavião Arqueiro, eles são o que há de mais importante no mundo e, por isso, quando não pode protegê-los de Thanos, ele perde seu rumo. Mais tarde, ele ainda se dispõe a se sacrificar para garantir o bem-estar da esposa e dos filhos.
Por fim, outros dois momentos em Ultimato também tiveram indícios deixados em Era de Ultron. O primeiro deles é o Capitão América segurando o Mjönir. No filme de 2015, todos os Vingadores tentaram erguer a arma de Thor, sem sucesso. Porém, quem chegou mais perto foi Steve Rogers, o que gerou certa preocupação momentânea do Deus do Trovão. E pelo público muito aguardada frase “Avengers, Assemble” (“Avante, Vingadores”, em português), finalmente dita por Rogers em 2019, teve uma prévia dada ao final de Era de Ultron; quando o Capitão e a Viúva Negra começam a treinar novos heróis, como o Falcão e Feiticeira Escarlate, ouve-se apenas metade do lema.
Os Vingadores, Equipe da Marvel Comics.

## Equipe original

### Membros fundadores
| Personagem                                                |  | Juntou-se ao grupo em                          | Nome Civil                    | Notas |
| --------------------------------------------------------- |  | ---------------------------------------------- | ----------------------------- | --- |
| Thor                                                      |  | Avengers vol. 1 #1 (1963)                      | Thor Odinson                  | - Desapareceu com o restante dos asgardianos durante o Ragnarok em Thor vol. 2 #85. - Retornou em Thor vol. 3 #1. - Spoiler!: Morreu em Fear Itself #7 (2011). |
| Homem de Ferro                                            |  | Avengers vol. 1 #1 (1963)                      | Anthony Edward "Tony" Stark   | - Ex-líder e fundador da equipe original. - Reuniu aos Vingadores da Costa Oeste em West Coast Avengers vol. 2 #1. - Expulso da equipe após a Guerra das Armaduras. - Destituído da direção da SHIELD em Secret Invasion #8. - Atualmente é integrante da equipe principal dos Vingadores. |
| Homem-Formiga, Gigante, Golias, Jaqueta Amarela, Vespa II |  | Avengers vol. 1 #1 (1963) (como Homem-Formiga) | Dr. Henry "Hank" Jonathan Pym | - 1ª aparição como Gigante em Avengers vol. 1 #2 (1963) - 1ª aparição como Golias em Avengers vol. 1 #28 (1966) - 1ª aparição como Jaqueta Amarela em Avengers vol. 1 #63 (1969) - Expulso da equipe em Avengers vol.1 #213. - Foi integrante dos Vingadores da Costa Oeste apenas em sua identidade civil (West Coast Avengers #21 /1988). - 1ª aparição como Vespa em Mighty Avengers #21 (2009). - Atualmente é diretor da Academia de Vingadores e membro dos Vingadores Secretos. |
| Vespa                                                     |  | Avengers vol. 1 #1 (1963)                      | Janet van Dyne                | - Ex-integrante dos Vingadores da Costa Oeste - Foi casada com Dr. Henry Pym. - Morreu em Secret Invasion #8 (2008). |
| Hulk                                                      |  | Avengers vol. 1 #1 (1963)                      | Dr. Robert Bruce Banner       | - Saiu da equipe em Avengers vol. 1 #2 (1963). - Voltou em Avengers vs. X-Men # 11 (2012). |

Membros do Vingadores no Universo Cinematográfico Marvel:
Juntaram em Vingadores 1:
• Ex-Capitão América (Steve Rogers)
• Homem de Ferro (Tony Stark) Falecido
• Thor Odinson
• Professor Hulk (Bruce Banner)
• Viúva Negra (Natasha Romanoff) Falecida 
• Gavião Arqueiro (Clint Barton)
Juntaram em Vingadores 2:
• Máquina de Combate (James Rhodes)
• Feiticeira Escarlate (Wanda Maximoff)
• Mercúrio (Pietro Maximoff) Falecido 
• Visão (Visão) Falecido
• Falcão, atual Capitão América (Sam Wilson) 
Juntaram em Vingadores 3:
• Homem Aranha (Peter Parker)
Juntaram em Vingadores 4:
• Capitã Marvel (Carol Danvers)
• Rocket Raccoon
• Nebulosa 
• Okoye
• Homem-Formiga (Scott Lang)
• Pantera Negra (T'Challa)
• Shuri
• Doutor Estranho (Stephen Strange)
• Senhor das Estrelas (Peter Quill)
• Drax, o Destruidor
• Mantis 
• Groot
• Soldado Invernal (Bucky Barnes)
• Vespa (Hope Van Dyne)
• Gamora (De 2014)
• Wong
• Valquiria (Brunhilde)
• Korg e Miek
• Resgate (Pepper Potts)
• M'Baku
• Kraglin

### Novos Integrantes -Anos 60
| Personagem                                          | Nome Civil                     | Juntou-se ao grupo em                     | Notas |
| --------------------------------------------------- | ------------------------------ | ----------------------------------------- | --- |
| Capitão América, Nômade, Capitão, Comandante Rogers | Steven Grant "Steve" Rogers    | Avengers vol. 1 #4 (1964)                 | - Foi assassinado por Sharon Carter em Captain America vol.5 #25. - Retornou na minissérie Captain America: Reborn. - Atualmente é líder da equipe principal dos Vingadores. |
| Gavião Arqueiro, Golias, Ronin                      | Clinton Francis "Clint" Barton | Avengers vol 1. #16 (1965) (como Hawkeye) | - 1ª aparição como Golias em Avengers vol. 1 #63 (1969). - Ex-líder dos Vingadores da Costa Oeste (Avengers vol 1. #243). - Morto em ação em Avengers #502 (2004). - Ressuscitado em Dinastia M #3. - Morreu novamente em Dinastia M #7, mas reapareceu em New Avengers #26. - 1ª aparição como Ronin em New Avengers #27. - Atualmente é integrante da equipe principal como Gavião Arqueiro e líder dos Vingadores Secretos. |
| Mercúrio                                            | Pietro Django Maximoff         | Avengers vol. 1 #16 (1965)                | - Filho de Magneto, irmão da Feiticeira Escarlate. - Influenciou sua irmã a criar a realidade da Dinastia M. - Estava entre os mutantes que perderam os poderes após esse evento, mas os recuperou posteriormente. - Foi membro dos Vingadores da Costa Oeste e dos Poderosos Vingadores. - Atualmente é professor na Academia de Vingadores. |
| Feiticeira Escarlate                                | Wanda Maximoff                 | Avengers vol. 1 #16 (1965)                | - Filha de Magneto, irmã de Mercúrio. - Afiliou-se aos Vingadores da Costa Oeste em West Coast Avengers vol. 2 #37; - Sua insanidade ocasionou a dissolução dos Vingadores (arco Vingadores: A Queda), bem como as mortes do Valete de Copas, do Homem-Formiga, do Gavião Arqueiro e a destruição do Visão. - Estes eventos a conduziram, por influência do seu irmão, Mercúrio, a criar a realidade da Dinastia M e à Dizimação M, onde a maioria dos mutantes da Terra perdeu seus poderes. - Reapareceu em Avengers Children's Crusade. - Voltou à equipe em Avengers vs X-Men #7. |
| Espadachim                                          | Jacques Duquesne               | Avengers vol. 1 #20 (1965)                | - Infiltrou-se na equipe como espião do Mandarim em Avengers vol. 1 #20 (1965). - Foi expulso da equipe em Avengers vol. 1 #20 (1965). - Readmitido em Avengers vol. 1 #114 (1973). - Morreu em Giant Size Avengers vol. 1 #2 (1974). - Foi ressuscitado em Chaos War: Dead Avengers #1 (2011). |
| Hércules                                            | Heracles (Harry Cleese)        | Avengers vol. 1 #45 (1967).               | - Foi membro também dos Poderosos Vingadores. |
| Pantera Negra                                       | T'Challa                       | Avengers vol. 1 #52 (1968)                | - Casou-se com Tempestade dos X-Men em Black Panther vol. 4 #18 (2006). |
| Visão                                               | Visão                          | Avengers vol. 1 #58 (1968)                | - Afiliou-se aos Vingadores da Costa Oeste em West Coast Avengers vol. 2 #37; - Corpo robótico destruído em Avengers #500 (2004). - Foi reconstruído pelos Jovens Vingadores, mas com o padrão mental do Rapaz de Ferro. - Foi membro dos Poderosos Vingadores. - Atualmente integra a equipe principal. |
| Cavaleiro Negro                                     | Dane Whitman                   | Avengers vol. 1 #71 (1969)                | - Atualmente, atua com o Capitão Britânia e o The MI-13. |

### Novos Integrantes -Anos 70
| Personagem                                   | Nome Civil                                              | Juntou-se ao grupo em          | Notas |
| -------------------------------------------- | ------------------------------------------------------- | ------------------------------ | --- |
| Viúva Negra                                  | Natalia Alianovna "Natasha" Romanoff (Natasha Romanoff) | Avengers vol. 1 #111 (1973)    | - Inicialmente, era apenas membro reserva. - Ex-integrante dos Poderosos Vingadores. - Atualmente é membro dos Vingadores Secretos. |
| Mantis                                       | Mandy Celestine                                         | Giant-Sized Avengers #4 (1975) | - Envolvida nos eventos da saga Aniquilação. - Atualmente, é integrante dos novos Guardiões da Galáxia. |
| Serpente da Lua                              | Heather Douglas Steckley                                | Avengers vol. 1 #151 (1976)    | - Passou por um período avaliatório antes de ser aceita como integrante oficial (Avengers vol. 1 #137). - Morreu em Annihilation: Conquest #2.                                                                                         |
| Fera                                         | Dr. Henry Phillip McCoy                                 | Avengers vol. 1 #151 (1976)    | - Passou por um período avaliatório antes de ser aceito como integrante oficial (Avengers vol. 1 #137). - Atualmente é integrante dos Vingadores Secretos.                                                                             |
| Felina                                       | Patricia "Patsy" Walker                                 | The Avengers #151 (1976)       | - Passou por um período avaliatório antes de ser aceita como integrante oficial (Avengers vol. 1 #148). |
| Defensor Mascarado                           | Matthew Liebowitz, Matthew J. Hawk                      | Avengers vol. 1 #174 (1978)    | - Viajante do tempo, vindo do século XIX. - Recebeu status de membro honorário em Avengers vol. 1 #147 (1976). - De volta à sua época, morreu em Blaze of Glory #4 (2000). - Recentemente retornou à vida nas estórias da Mulher-Hulk. |
| Magnum                                       | Simon Williams                                          | Avengers vol. 1 #182 (1979)    | - Passou por um período avaliatório antes de ser aceito como integrante oficial (Avengers vol. 1 #158). - Membro fundador dos Vingadores da Costa Oeste. - Ex-integrante dos Poderosos Vingadores.                                     |
| Miss Marvel, Binária, Warbird, Capitã Marvel | Carol Susan Jane Danvers                                | Avengers vol. 1 #183 (1979)    | - 1ª aparição como Warbird em Avengers vol. 3 #4 (1998) - Atualmente é integrante dos Novos Vingadores. - Assumiu a identidade de Capitã Marvel em Captain Marvel #1 (2012).                                                           |
| Falcão                                       | Samuel "Sam" Thomas Wilson                              | Avengers vol. 1 #184 (1979)    | |

### Novos Integrantes -Anos 80
| Personagem                                                                          | Nome Civil                                | Juntou-se ao grupo em                 | Notas |
| ----------------------------------------------------------------------------------- | ----------------------------------------- | ------------------------------------- | --- |
| Tigresa, Gata                                                                       | Greer Grant Nelson                        | Avengers vol. 1 #211 (1981).          | - Membro fundador dos Vingadores da Costa Oeste. - Atualmente é professora na Academia de Vingdores. |
| Mulher-Hulk                                                                         | Jennifer Susan Walters                    | Avengers vol. 1 #221 (1982).          | - Ex-integrante do Quarteto Fantástico e dos Defensores. |
| Capitã Marvel, Fóton, Pulsar                                                        | Monica Rambeau                            | Avengers vol. 1 #231 (1983)           | - Passou por um período de treinamento antes de ser aceita como integrante oficial (Avengers vol. 1 #227). - Já foi líder da equipe. - 1ª aparição como Fóton em Avengers Unplugged #5 (1996).                                              |
| Starfox                                                                             | Eros                                      | Avengers vol. 1 #243 (1984)           | - Passou por um período de treinamento antes de ser aceito como integrante oficial (Avengers vol. 1 #232). - Atualmente está sem poderes.                                                                                                   |
| Namor                                                                               | Namor McKenzie                            | Avengers vol. 1 #262 (1985)           | - Atualmente é integrante dos X-Men. |
| Doutor Druida                                                                       | Anthony Ludgate Druid                     | Avengers vol. 1 #278 (1987)           | - Morreu em Druid #4 (1995). |
| Vindos dos Vingadores da Costa Oeste (1984-1987) (Veja lista de membros completa) · |                                           |                                       | |
| Harpia                                                                              | Barbara Morse Barton                      | West Coast Avengers vol. 1 #1 (1984)  | - Membro fundador da equipe. - Morreu em Avengers West Coast #100. - Reapareceu em Secret Invasion #8. - Integrante dos Novos Vingadores.                                                                                                   |
| Máquina de Combate, Homem de Ferro II                                               | James Rupert "Rhodey" Rhodes              | West Coast Avengers vol. 1 #1 (1984)  | - Membro fundador da equipe (como Homem de Ferro). - Após um período afastado retornou à equipe como Máquina de Combate (Avengers West Coast #94). - Atualmente é membro dos Vingadores Secretos.                                           |
| O Coisa                                                                             | Benjamin Jacob Grimm                      | West Coast Avengers vol. 2 #9 (1986)  | - Breve participação no grupo após ajudar a equipe da Costa Oeste. - Membro do Quarteto Fantástico e dos Novos Vingadores. |
| Cavaleiro da Lua                                                                    | Marc Spector (Steven Grant, Jake Lockley) | West Coast Avengers vol. 2 #21 (1987) | - Saiu da equipe em Moon Knight vol. 3 #50 (1993). - Atualmente é membro dos Vingadores Secretos. |
| Pássaro de Fogo, Espírita                                                           | Bonita Juarez                             | West Cost Avengers Annual #2 (1987)   | - Conquistou status de membro reserva após ajudar a equipe da Costa Leste. |
| Pós-Inferno (1989-1990)                                                             |                                           |                                       | |
| Demolição                                                                           | Dennis Dunphy                             | Captain America vol. 1 #349           | - Recrutado pelo Capitão América para integrar a equipe da costa leste, mas foi morto antes da efetivação do grupo. |
| Gilgamesh                                                                           | N/A                                       | Avengers vol. 1 #300 (1989)           | - Morreu em Avengers vol. 1 #391 (1995). - Retornou em Eternals vol.5 #3 (2008). |
| Senhor Fantástico                                                                   | Prof. Reed Richards                       | Avengers vol. 1 #300 (1989)           | - Membro do Quarteto Fantástico. |
| Mulher Invisível                                                                    | Susan Richards                            | Avengers vol. 1 #300 (1989)           | - Membro do Quarteto Fantástico. |
| Agente Americano, Superpatriota                                                     | John Frank Walker, Jack Daniel            | Avengers West Coast vol. 2 #44 (1989) | - Indicado para a equipe pelo Governo americano. |
| Quasar                                                                              | Wendell Elvis Vaughn                      | Avengers vol. 1 #305 (1989)           | - Passou por um período avaliatório antes de ser aceito como integrante oficial (Avengers Annual vol. 1 #18). - Morto pelo Aniquilador in Annihilation: Nova #4 (2006). - Trazido de volta como uma entidade energética em Nova vol 4. #17. |
| Tocha Humana                                                                        | Jim Hammond                               | Avengers West Coast #50 (1989)        | - Ex-membro dos Invasores. - Morreu em New Invaders #9 (2005). |
| Sersi                                                                               | Sersi                                     | Avengers vol. 1 #314 (1990)           | - Faz parte da raça dos Eternos. - Perdeu as lembranças de sua afiliação ao grupo, recuperadas mais tarde. |
| Arraia                                                                              | Walter Newell                             | Avengers vol. 1 #319 (1990)           | - Status de membro reserva. - Responsável pela Hidrobase, sede da equipe à epoca. |

### Novos Integrantes -Anos 90
| Personagem                             | Nome Civil                 | Juntou-se ao grupo em                   | Notas |
| -------------------------------------- | -------------------------- | --------------------------------------- | --- |
| Equipe sancionada pela ONU (1991-1992) |                            |                                         | |
| Homem-Aranha                           | Peter Benjamin Parker      | Avengers vol. 1 #329 (1991)             | - Juntou-se ao grupo como membro reserva. - Atualmente é integrante da equipe principal e dos Novos Vingadores, além da Fundação Futuro.   |
| Homem-Areia                            | William Baker              | Avengers vol. 1 #329 (February 1991)    | - Nunca foi membro efetivo. - Saiu da equipe em The Amazing Spider-Man vol.2 #4 (1999) - Atualmente é um criminoso procurado.              |
| Rage                                   | Elvin Daryl Halliday       | Avengers vol. 1 #329 (1991)             | - Foi descoberto que era um adolescente em Avengers vol. 1 #341 (1991) e foi obrigado a deixar a equipe. - Ex-membro dos Novos Guerreiros. |
| Homem-Máquina                          | Aaron Stack, X-51          | Avengers West Coast #69 (1991).         | - Inicialmente era somente membro reserva. - Se tornou efetivo em Avengers West Coast #83 (1992).                                          |
| Relâmpago Vivo                         | Miguel Santos              | Avengers West Coast #74 (1991)          | |
| Mulher-Aranha II, Aracne, Madame Teia  | Julia Carpenter            | Avengers West Coast #74 (1991)          | |
| Crystal                                | Crystal Amaquelin Maximoff | Avengers vol. 1 #343 (1992)             | - Passou por um período avaliatório antes de ser aceita como integrante oficial (Avengers vol. 1 #336). - Pertence à raça dos Inumanos.    |
| Thor II, Trovejante                    | Eric Kevin Masterson       | Avengers vol. 1 #343 (1992) (como Thor) | - 1ª participação como Trovejante em Avengers vol.1 #374. - Morreu em Thunderstrike #24 (1995).                                            |
| Pós-Heróis Renascem (1998)             |                            |                                         | |
| Justiça / Marvel Boy                   | Vance Astrovik             | Avengers vol. 3 #4 (1998)               | - Ex-Membro dos Novos Guerreiros. - Atualmente é professor na Academia de Vingadores.                                                      |
| Flama                                  | Angelica Jones             | Avengers vol. 3 #4 (1998)               | - Aposentou-se durante os eventos da Guerra Civil em Civil War: Front Line #2.                                                             |

### Novos Integrantes -Anos 2000
| Personagem                                                                     | Nome Civil                    | Juntou-se ao grupo em                | Notas |
| ------------------------------------------------------------------------------ | ----------------------------- | ------------------------------------ | --- |
| Triatlon                                                                       | Delroy Garrett                | Avengers vol. 3 #27 (2000)           | - Adotou recentemente a identidade de Homem 3-D e integra os Agentes de Atlas. |
| Garra de Prata                                                                 | Maria de Guadalupe Santiago   | Avengers vol. 3 #30 (2000)           | - Membro reserva. - Participou da equipe em Avengers vol. 3 #43-55. |
| Valete de Copas                                                                | Jack Hart                     | Avengers vol. 3 #43 (2001)           | - Morreu em Avengers vol. 3 #38 (2001) - Aparentemente ressuscitou em Marvel Zombies Supreme #2 (2011). |
| Homem-Formiga II                                                               | Scott Edward Harris Lang      | Avengers vol. 3 #62 (2003)           | - Morreu em Avengers #500 (2004). - Revivido pela Feiticeira Escarlate em Avenger Children's Crusade #6. |
| Capitã Briânia, Lionheart                                                      | Kelsey Leigh Shorr            | Avengers vol. 3 #81 (2004)           | - Membro honorário como Kelsey Leigh e membro efetivo como Capitã Britânia. - Deixou a equipe em Avengers Finale (2005). - Reapareceu nas estórias do Novo Excalibur.                                                    |
| Vindos dos Novos Vingadores (2005) - (Veja lista de membros completa) ·        |                               |                                      | |
| Luke Cage                                                                      | Carl Lucas / Luke Cage        | New Avengers vol. 1 #3 (2005)        | - Atual líder da equipe. |
| Wolverine                                                                      | James "Logan" Howlett         | New Avengers #6 (2005)               | - É membro tanto dos Novos Vingadores quanto dos X-Men. |
| Sentinela                                                                      | Robert Reynolds               | New Avengers #10 (2005)              | - Lado pró-registro. - Membro dos Dark Avengers. |
| Eco / Ronin                                                                    | Maya Lopez                    | New Avengers #11 (2005) (como Ronin) | - Afiliou-se ao grupo como Ronin em New Avengers #11 (2005) - Revelou-se como Eco em New Avengers #27 (2007). |
| Doutor Estranho                                                                | Stephen Strange               | New Avengers #27 (2007)              | - Deixou a equipe em New Avengers Annual #2. |
| Punho de Ferro                                                                 | Daniel Rand                   | New Avengers #27 (2007)              | - Deixou a equipe em New Avengers #48. |
| Capitão América                                                                | James Buchanan "Bucky" Barnes | New Avengers #48 (2009)              | |
| Vindos dos Poderosos Vingadores (2007-2009) - (Veja lista de membros completa) |                               |                                      | |
| Ares                                                                           | Ares                          | Mighty Avengers #1 (2007)            | |
| Vespa II                                                                       | Dr. Henry "Hank" Pym          | Mighty Avengers #21 (Mar/2009)       | - Atual líder da equipe, escolhido pela "Feiticeira Escarlate", que na verdade era Loki, o Deus da Mentira. - Sua liderança foi contestada pelo Homem de Ferro, mas acabou como líder absoluto após a derrota de Chthon. |
| Amadeus Cho                                                                    | Amadeus Cho                   | Mighty Avengers #21 (Mar/2009)       | - Entrou para a equipe após o arco Chaos Cascade. |
| Jocasta                                                                        | Jocasta                       | Mighty Avengers #21 (Mar/2009)       | - Acompanhou Hank Pym e Hércules à Transia, junto com Jarvis e Amadeus Cho. |
| Estatura                                                                       | Cassandra Lang                | Mighty Avengers #21 (Mar/2009)       | - É também membro dos Jovens Vingadores. |
| Visão                                                                          | Jonas                         |                                      | - É também membro dos Jovens Vingadores. |

### Novos Integrantes -Anos 2010
| Personagem | Nome Civil                                  | Juntou-se ao grupo em                  | Notas |
| --- | ------------------------------------------- | -------------------------------------- | --- |
| A Era Heróica (2010-2011) Heróis que entraram para a equipe após os eventos do Reinado Sombrio e O Cerco. |                                             |                                        | |
| Capitão América | James Buchanan Barnes                       | Avengers vol. 4 #1 (May 2010)          | - Entrou originalmente para os Novos Vingadores em New Avengers (vol.1) #48. - Aparentemente morto em Fear Itself #3, mas revelou-se vivo e reassumiu a identidade de Soldado Invernal. |
| Mulher-Aranha | Jessica Mirriam Drew                        | Avengers vol. 4 #1 (May 2010)          | - Entrou originalmente para os Novos Vingadores em New Avengers (vol.1) #48. |
| Valquíria | Brunnhilde                                  | Secret Avengers #1 (May 2010)          | - É membro dos Vingadores Secretos. |
| Homem-Formiga | Eric O'Grady                                | Secret Avengers #1 (May 2010)          | - É membro dos Vingadores Secretos. |
| Sharon Carter (Agente 13) | Sharon Carter                               | Secret Avengers #1 (May 2010)          | |
| Nova | Richard Rider                               | Secret Avengers #1 (May 2010)          | - Deixou os Vingadores Secretos para participar da saga Thanos Imperative, onde foi dado como morto na edição #6                                                                        |
| Punho de Ferro | Daniel Thomas Rand-Kai                      | New Avengers vol. 2 #1 (June 2010)     | - Entrou originalmente para os Novos Vingadores em New Avengers (vol.1) #48. |
| Jessica Jones | Jessica Campbell Jones                      | New Avengers vol. 2 #1 (June 2010)     | |
| Protetor | Noh-Varr                                    | Avengers vol. 4 #6 (December 2010)     | - Saiu da equipe em Avengers vol. 4 #27. |
| Doutor Estranho | Stephen Vincent Strange                     | New Avengers vol. 2 #7 (December 2010) | - Entrou originalmente para os Novos Vingadores em New Avengers (vol.1) #48. |
| Hulk Vermelho | Thaddeus E. "Thunderbolt" Ross              | Avengers vol. 4 #12 (June 2011)        | |
| Shattered Heroes (2011–2012) Após a saga A Essência do Medo, outros heróis foram convocados para a equipe. |                                             |                                        | |
| Demolidor | Matthew "Matt" Murdock                      | New Avengers vol. 2 #16 (2011)         | - Atualmente é membro dos Novos Vingadores. |
| Tempestade | Ororo Iqadi T'Challa (Munroe)               | Avengers vol. 4 #19 (2011)             | - Saiu da equipe em New Avengers (vol. 2) #24. |
| Quake | Daisy Johnson                               | Avengers vol. 4 #19 (2011)             | - Agente da S.H.I.E.L.D. e ex-membro dos Vingadores Secretos. |
| Capitão Britânia | Brian Braddock                              | Secret Avengers #22 (Jan 2012)         | - Foi convidado pelo Capitão América para entrar na equipe em Age of Heroes #1. - Hoje é membro dos Vingadores Secretos.                                                                |
| Venom | Eugene "Flash" Thompson                     | Secret Avengers #23 (2012)             | |
| Nova Marvel! (2012–2013) Após a minissérie Vingadores vs. X-Men, integrantes das duas equipes são convocados pelo Capitão América para formar um novo time: Os Fabulosos Vingadores (Uncanny Avengers) e renovar a equipe principal, fazendo parte das renovações propostas pela iniciativa Marvel NOW!". |                                             |                                        | |
| Destrutor | Alex Summers                                | Uncanny Avengers #1 (Out 2012)         | - líder da equipe. |
| Homem-Aranha Superior | Otto Octavius (mente), Peter Parker (corpo) | The Amazing Spider-Man #698 (Dez 2012) | - Integrante da equipe assim que assumiu o corpo de Peter Parker. - Está sob avaliação desde que praticou atos violentos em The Superior Spider-Man #8.                                 |
| Míssil | Sam Guthrie                                 | Avengers vol. 5 #1 (Dez 2012)          | - são os integrantes da equipe principal de Vingadores. |
| Mancha Solar | Roberto da Costa                            | Avengers vol. 5 #1 (Dez 2012)          | - são os integrantes da equipe principal de Vingadores. |
| Dobra | Eden Fesi                                   | Avengers vol. 5 #1 (Dez 2012)          | - são os integrantes da equipe principal de Vingadores. |
| Shang-Chi | Shang-Chi                                   | Avengers vol. 5 #1 (Dez 2012)          | - são os integrantes da equipe principal de Vingadores. |
| Capitão Universo | Tamara Devoux                               | Avengers vol. 5 #1 (Dez 2012)          | - são os integrantes da equipe principal de Vingadores. |
| Esmagadora | Isabel "Izzy" Dare                          | Avengers vol. 5 #1 (Dez 2012)          | - são os integrantes da equipe principal de Vingadores. |
| Hyperion | Marcus Milton                               | Avengers vol. 5 #1 (Dez 2012)          | - são os integrantes da equipe principal de Vingadores. |
| Vampira | Anna Marie                                  | Uncanny Avengers #4 (Jan 2013)         | - Participa dos Vingadores e dos X-Men. |
| Solaris | Shiro Yoshida                               | Uncanny Avengers #5 (Fev 2013)         | |
| Pós Guerras Secretas Após a saga Guerras Secretas, os Vingadores permaneceram com três equipes: Uncanny Avengers (Fabulosos Vingadores), A-Force (Força-V) e All-New, All-Different Avengers. |                                             |                                        | |
| Homem Aranha II | Miles Morales                               | All-New, All-Different Avengers #1     | |
| Thor III | Jane Foster                                 | All-New, All-Different Avengers #1     | |
| Ms Marvel II | Kamala Khan                                 | All-New, All-Different Avengers #1     | |

## Outros Status

### Membros Honorários
Heróis que conquistaram status de membro honorário, em vida ou postumamente, por grandes atos de bravura e coragem.
| Personagem         | Nome Civil              | Juntou-se ao grupo em                  | Notas |
| ------------------ | ----------------------- | -------------------------------------- | --- |
| Rick Jones         | Richard Milhouse Jones  | Avengers vol. 1 #1 (1963)              | |
| Capitão Marvel     | Mar-Vell, Walter Lawson | Avengers vol. 1 #86 (1971)             | - Recebeu o status de membro honorário somente após sua morte, como revelado The Official Handbook Of The Marvel Universe vol. 1 #1.     |
| Ciclone            | Robert L. Frank Sr.     | Avengers vol. 1 #173 (1978)            | - Morreu em Vision and Scarlet Witch #2 (1982).                                                                                          |
| Moira Brandon      |                         | Avengers West Coast vol. 2 #100 (1993) | - Também foi membro honorário dos Vingadores da Costa Oeste.                                                                             |
| Marrina            | Marrina Smallwood       | Avengers vol. 1 #286 (1987)            | - Considerada morta em Namor #61 (1995), mas estava em coma como revelado em Avengers vol. 3 #47-48 (2001/2002). - Membro da Tropa Alfa. |
| Jaqueta Amarela II | Rita DeMara             | Avengers Annual #17 (1988)             | - Assassinada pelo Homem de Ferro em Avengers: The Crossing (1995).                                                                      |
| Espadachim II      | Phillip Jarvert         | Avengers vol. 1 #357 (1992)            | |
| Magdalene          |                         | Avengers vol. 1 #363 (1993)            | |
| Deathcry           |                         | Avengers vol. 1 #364 (1993)            | - Morreu em Annihilation Conquest: Star-Lord #2 (2007).                                                                                  |
| Masque             | Guilletta Nefaria       | Avengers vol. 1 #397 (1996)            | - Clone da vilã Madame Máscara. - Morreu em Avengers vol. 3 #32 (2000).                                                                  |
| Homem de Ferro     | Anthony Edward Stark    | Avengers: Timeslide (1996)             | - Versão adolescente alternativa de Tony Stark, que o substitui nessa época até ser mesclado com o original.                             |
| Flux               | Dennis Sykes            | One Month To Live #5 (2010)            | - Falecido. |

#### Guardiões da Galáxia
Uma equipe de heróis do século XXXI que veio ao século XX (Avengers (vol.1) #168 / 1978) para ajudar os Vingadores contra Korvac. Receberam o status de membros honorários.
| Personagem    | Nome Civil      | Juntou-se ao grupo em       | Notas                                                                                    |
| ------------- | --------------- | --------------------------- | ---------------------------------------------------------------------------------------- |
| Yondu         | Yondu Udonta    | Avengers vol. 1 #168 (1978) |                                                                                          |
| Martinex      | Martinex T'Naga | Avengers vol. 1 #168 (1978) |                                                                                          |
| Charlie-27    |                 | Avengers vol. 1 #168 (1978) |                                                                                          |
| Nikki         | Nicholette Gold | Avengers vol. 1 #168 (1978) |                                                                                          |
| Águia Estelar | Stakar          | Avengers vol. 1 #168 (1978) |                                                                                          |
| Aleta         | Aleta Ogord     | Avengers vol. 1 #168 (1978) |                                                                                          |
| Vance Astro   | Vance Astrovik  | Avengers vol. 1 #168 (1978) | - Versão alternativa do herói Justiça, que mais tarde passou a integrar também a equipe. |

#### Jovens Vingadores
Equipe de adolescentes inspirados nos Vingadores. Os membros remanescentes da saga A Cruzada das Crianças ganharam status de Vingadores Honorários pelo Capitão América. (Veja lista de integrantes completa).
| Personagem     | Nome Civil      | Status em                                  | Notas                                                                       |
| -------------- | --------------- | ------------------------------------------ | --------------------------------------------------------------------------- |
| Gaviã Arqueira | Kate Bishop     | Avengers: The Children's Crusade #9 (2012) | - Capitão América os nomeou como membros honorários em Avengers: Roll Call. |
| Hulkling       | Dorrek VIII     | Avengers: The Children's Crusade #9 (2012) | - Capitão América os nomeou como membros honorários em Avengers: Roll Call. |
| Célere         | Thomas Shepherd | Avengers: The Children's Crusade #9 (2012) | - Capitão América os nomeou como membros honorários em Avengers: Roll Call. |
| Wiccano        | William Kaplan  | Avengers: The Children's Crusade #9 (2012) | - Capitão América os nomeou como membros honorários em Avengers: Roll Call. |

### Inimigos infiltrados na equipe
| Personagem                       | Nome Civil                             | Juntou-se ao grupo em       | Notas |
| -------------------------------- | -------------------------------------- | --------------------------- | --- |
| Ravonna / Nebulosa / Terminatrix | Ravonna Lexus Renslayer                | Avengers vol. 1 #291 (1988) | - Colocou os Vigadores sob comando mental e se tornou líder da equipe em Avengers vol.1 #294 (1988). - Responsável pela dissolução da equipe em Avengers vol.1 #297 (1988). |
| Anti-Visão                       |                                        | Avengers vol. 1 #360 (1993) | - Personificou o Visão e foi destruído por ele. |
| Mulher-Aranha                    | Veranke (passando-se por Jessica Drew) | New Avengers #1 (2005)      | - Uniu-se ao grupo dos Poderosos Vingadores. - Revelou-se, em New Avengers #42, ser a Rainha do Império Skrull, infiltrada. - Morreu em Secret Invasion #8 (2008).          |
| Feiticeira Escarlate             | Loki Laufeyson                         | Mighty Avengers #21         | - Disfarçou-se de Feiticeira Escarlate na formação do grupo. - Revelou sua verdadeira identidade em Mighty Avengers #29.                                                    |

### Vingadores 1959
| Personagem         | Nome Civil                         | Juntou-se ao grupo em           | Notas |
| ------------------ | ---------------------------------- | ------------------------------- | ----- |
| Nick Fury          | Nicholas Joseph Fury               | New Avengers vol. 2 #10 (2011)  |       |
| Dum Dum Dugan      | Timothy Aloysius Cadwallader Dugan | New Avengers vol. 2 #10 (2011)  |       |
| Dentes-de-Sabre    | Victor Creed                       | New Avengers vol. 2 #10 (2011)  |       |
| Dominic Fortune    | Duvid Jerome T. Fortunov           | New Avengers vol. 2 #10 (2011)  |       |
| Namora             | Aquaria Nautica Neptunia           | New Avengers vol. 2 #10 (2011)  |       |
| Kraven, o Caçador  | Sergei Kravinoff                   | New Avengers vol. 2 #10 (2011)  |       |
| Ulysses Bloodstone | Não revelado                       | New Avengers vol. 2 #10 (2011)  |       |
| Silver Sable       | Ernst Sablinova                    | New Avengers vol. 2 #10 (2011)  |       |
| Loura Fantasma     | Louise Grant Mason                 | Avengers 1959 #1 (October 2011) |       |

### Vingadores da Costa Oeste
| Personagem                                                               | Nome Civil                               | Juntou-se ao grupo em                  | Notas                                                                                                  |
| ------------------------------------------------------------------------ | ---------------------------------------- | -------------------------------------- | --- |
| Membros Fundadores                                                       |                                          |                                        | |
| Gavião Arqueiro / Golias / Ronin                                         | Clinton Francis Barton                   | West Coast Avengers vol. 1 #1 (1984)   | - Membro dos Vingadores desde Avengers vol. 1 #16 (1965).                                              |
| Harpia                                                                   | Barbara Barton (Morse)                   | West Coast Avengers vol. 1 #1 (1984)   | - Membro dos Novos Vingadores.                                                                         |
| Homem de Ferro II / Máquina de Combate                                   | James Rupert "Rhodey" Rhodes             | West Coast Avengers vol. 1 #1 (1984)   | - Entrou para a equipe em Avengers West Coast #94 (1993). - Atualmente integra os Vingadores Secretos. |
| Magnum                                                                   | Simon Williams                           | West Coast Avengers vol. 1 #1 (1984)   | - Membro dos Vingadores desde Avengers vol. 1 #182 (1979)                                              |
| Tigresa                                                                  | Greer Grant Nelson                       | West Coast Avengers vol. 1 #1 (1984)   | - Membro dos Vingadores desde Avengers vol. 1 #211 (1981). - É professora na Academia de Vingadores.   |
| Novos membros recrutados pelo Gavião Arqueiro quando foi líder do grupo. |                                          |                                        | |
| Homem de Ferro                                                           | Anthony Edward "Tony" Stark              | West Coast Avengers vol. 2 #1 (1985)   | - Membro dos Vingadores desde Avengers vol. 1 #1 (1963). *Foi expulso depois da Guerra das Armaduras.  |
| Coisa                                                                    | Benjamin Jacob Grimm                     | West Coast Avengers vol. 2 #9 (1986)   | - Foi aceito no grupo depois de ajudá-los numa missão, mas logo debandou.                              |
| Doutor Pym                                                               | Dr. Henry "Hank" Jonathan Pym            | West Coast Avengers vol. 2 #21 (1987)  | - Membro dos Vingadores desde Avengers vol. 1 #1 (1963). - É diretor da Academia de Vingadores.        |
| Cavaleiro da Lua                                                         | Marc Spector, Steven Grant, Jake Lockley | West Coast Avengers vol. 2 #21 (1987)  | - Membro dos Vingadores Secretos.                                                                      |
| Pássaro de Fogo                                                          | Bonita Juárez                            | West Coast Avengers Annual #2 (1987)   | |
| Vespa                                                                    | Janet van Dyne (Janet Pym)               | West Coast Avengers vol. 2 #32 (1988)  | - Membro dos Vingadores desde Avengers vol. 1 #1 (1963). *Morreu em Secret Invasion #8 (2008).         |
| Feiticeira Escarlate                                                     | Wanda Maximoff (Wanda Frank)             | West Coast Avengers vol. 2 #37 (1988)  | - Membro dos Vingadores desde Avengers vol. 1 #16 (1965).                                              |
| Visão                                                                    | Victor Shade                             | West Coast Avengers vol. 2 #37 (1988)  | - Membro dos Vingadores desde Avengers vol. 1 #58 (1968).                                              |
| Outros integrantes                                                       |                                          |                                        | |
| Agente Americano                                                         | John Frank Walker, Jack Daniels          | West Coast Avengers vol. 2 #44 (1989)  | - Foi indicado para a equipe pelo Governo Americano.                                                   |
| Tocha Humana                                                             | Jim Hammond                              | Avengers West Coast #50 (1989)         | |
| Mercúrio                                                                 | Pietro Django Maximoff (Pietro Frank)    | Avengers West Coast #56 (1990)         | - Membro dos Vingadores desde Avengers vol. 1 #16 (1965). - É professor na Academia de Vingadores.     |
| Homem-Máquina                                                            | Aaron Stack (X-51)                       | Avengers West Coast #69 (1991)         | - Status de membro reserva.                                                                            |
| Relâmpago Vivo                                                           | Miguel Santos                            | Avengers West Coast #74 (1991)         | |
| Mulher-Aranha                                                            | Julia Carpenter                          | Avengers West Coast #74 (1991)         | |
| Falcão de Aço                                                            | Christopher Powell                       | Avengers West Coast #94 (1993)         | - Status de membro reserva.                                                                            |
| Membros honorários                                                       |                                          |                                        | |
| Mortalha                                                                 | Maximilian Quincy Coleridge              | West Coast Avengers vol. 1 #1 (1984)   | |
| Moira Brandon                                                            | Moira Brandon                            | Avengers West Coast vol. 2 #100 (1993) | |

### Vingadores Centrais
| Personagem         | Nome Civil             | Juntou-se ao grupo em                    | Notas |
| ------------------ | ---------------------- | ---------------------------------------- | --- |
| Membros Fundadores |                        |                                          | |
| Sr. Imortal        | Craig Hollis           | The West Coast Avengers Vol.2 #46 (1989) | - Lider da equipe. |
| Dinah Soar         | Dinah Soar             | The West Coast Avengers Vol.2 #46 (1989) | - Morreu GLA #1. |
| Grande Bertha      | Ashley Crawford\|      | The West Coast Avengers Vol.2 #46 (1989) | - Na ativa. |
| Chapa              | Dr. Val Ventura        | The West Coast Avengers Vol.2 #46 (1989) | - Na ativa. |
| Porta              | DeMarr Davis           | The West Coast Avengers Vol.2 #46 (1989) | - Na ativa. |
| Novos Integrantes  |                        |                                          | |
| Gavião Arqueiro    | Clinton Francis Barton | West Coast Avengers #48                  | - Uniu-se à equipe com a intenção de treiná-los. - Atualmente participa dos Novos Vingadores como Ronin.                          |
| Harpia             | Bobbi Morse-Barton     | West Coast Avengers #48                  | - Uniu-se ao time com seu marido, Gavião Arqueiro, para ajudá-lo a treinar a equipe. - Atualmente participa dos Novos Vingadores. |
| Leather Boy        | Gene Lorrene           | GLA #1                                   | - Perdeu sua vaga na equipe para a Garota-Esquilo. - Passou a ser o arqui-inimigo do grupo.                                       |
| Garota Esquilo     | Doreen Greene          | GLA #2                                   | - Tomou o lugar do Leather Boy, com seu parceiro, o Macaco Joe.                                                                   |
| Macaco Joe         | Monkey Joe             | GLA #2                                   | - Foi morto pelo Leather Boy num acesso de ciúmes.                                                                                |
| Gafanhoto II       | Doug Taggert           | GLA #2                                   | - Morreu após pouco tempo de aventuras com a equipe.                                                                              |
| Tippy Toe          | Tippy Toe              | GLA #4                                   | - Novo parceiro da Garota Esquilo.                                                                                                |
| Deadpool           | Wade Wilson            | Deadpool-GLI Summer Fun Spectacular #1   | - Membro reserva. |
| Gafanhoto III      | Desconhecido           | Deadpool-GLI Summer Fun Spectacular #1   | - Foi morto pelo Deadpool. |
| Gafanhoto IV       | Desconhecido           | Avengers: Initiative #19                 | - Era um skrull infiltrado, sendo morto por isso.                                                                                 |

### Novos Vingadores
| Personagem | Nome Civil                             | Juntou-se ao grupo em                | Notas |
| --- | -------------------------------------- | ------------------------------------ | --- |
| Membros Fundadores |                                        |                                      | |
| Homem de Ferro | Anthony Stark                          | New Avengers vol. 1 #3 (2005)        | - Líder do lado a favor da Lei de Registro de Super-Humanos (Guerra Civil).                                                                                        |
| Capitão América / Nômade / Capitão                                                                                            | Steven Rogers                          | New Avengers vol. 1 #3 (2005)        | - lider dos Vingadores Secretos,Morreu em Captain America vol. 5 #25 e deixou o cargo para Luke Cage.                                                              |
| Luke Cage | Carl Lucas / Luke Cage                 | New Avengers vol. 1 #3 (2005)        | - Atual líder da equipe. |
| Mulher-Aranha | Veranke (passando-se por Jessica Drew) | New Avengers #1 (2005)               | - Uniu-se ao grupo dos Poderosos Vingadores. - Revelou-se, em New Avengers #42, ser a Rainha do Império Skrull, infiltrada. - Morreu em Secret Invasion #8 (2008). |
| Homem-Aranha | Peter Benjamin Parker                  | New Avengers #3 (2005)               | - Primeiro herói do lado pró-registro a mudar de lado. |
| Wolverine | James "Logan" Howlett                  | New Avengers #6 (2005)               | - É membro tanto dos Novos Vingadores quanto dos X-Men. |
| Sentinela | Robert Reynolds                        | New Avengers #10 (2005)              | - Lado pró-registro. - Membro dos Vingadores Sombrios. |
| Eco / Ronin | Maya Lopez                             | New Avengers #11 (2005) (como Ronin) | - Afiliou-se ao grupo como Ronin em New Avengers #11 (2005) - Revelou-se como Eco em New Avengers #27 (2007).                                                      |
| Novos Integrantes - Pós-Guerra Civil                                                                                          |                                        |                                      | |
| Doutor Estranho | Stephen Strange                        | New Avengers #27 (2007)              | - Deixou a equipe em New Avengers Annual #2. |
| Punho de Ferro | Daniel Rand                            | New Avengers #27 (2007)              | - Deixou a equipe em New Avengers #48. |
| Ronin / Gavião Arqueiro | Clinton Francis Barton                 | New Avengers #27 (2007)              | - 1ª aparição como Ronin em New Avengers #27. |
| Novos Integrantes - Pós-Invasão Secreta                                                                                       |                                        |                                      | |
| Capitão América | James Buchanan "Bucky" Barnes          | New Avengers #48 (2009)              | |
| Harpia | Bobbi Barton                           | New Avengers #48 (2009)              | |
| Miss Marvel | Carol Danvers                          | New Avengers #48 (2009)              | |
| Mulher-Aranha | Jessica Drew                           | New Avengers #48 (2009)              | |
| Jessica Jones | Jessica Campbell Jones                 | New Avengers Annual #3 (2009)        | |
| Novos Integrantes - Pós-Era Heróica                                                                                           |                                        |                                      | |
| Coisa | Benjamin "Ben" Jacob Grimm             | New Avengers vol. 2 #1 (2010)        | |
| Demolidor | Matthew "Matt" Michael Murdock         | New Avengers vol. 2 #16              | |
| Novos Vingadores Illuminati Como parte da iniciativa Marvel NOW!, a equipe foi relançada como uma nova versão dos Illuminati. |                                        |                                      | |
| Raio Negro | Blackagar Boltagon                     | New Avengers vol. 3 #1 (2013)        | |
| Pantera Negra | T'Challa                               | New Avengers vol. 3 #1 (2013)        | |
| Capitão América | Steven Rogers                          | New Avengers vol. 3 #1 (2013)        | - Foi expulso da equipe e teve a memória apagada pelo Dr. Estranho em New Avengers vol. 3 #3.                                                                      |
| Doutor Estranho | Stephen Vincent Strange                | New Avengers vol. 3 #1 (2013)        | |
| Homem de Ferro | Anthony Edward Stark                   | New Avengers vol. 3 #1 (2013)        | - Também é integrante dos Vingadores. |
| Senhor Fantástico | Reed Richards                          | New Avengers vol. 3 #1 (2013)        | - Também é integrante do Quarteto Fantástico. |
| Namor | Namor McKenzie                         | New Avengers vol. 3 #1 (2013)        | |
| Fera | Henry McCoy                            | New Avengers vol. 3 #3 (2013)        | - Também é integrante dos X-Men. |

### Poderosos Vingadores
| Personagem | Nome Civil                                    | Juntou-se ao grupo em          | Notas |
| --- | --------------------------------------------- | ------------------------------ | --- |
| Membros Fundadores |                                               |                                | |
| Homem de Ferro | Anthony Edward Stark                          | Mighty Avengers #1 (2007)      | - Perdeu o cargo de diretor da SHIELD em Secret Invasion #8 (2008). |
| Miss Marvel | Carol Susan Jane Danvers                      | Mighty Avengers #1 (2007)      | - Atualmente é integrante dos Novos Vingadores. |
| Magnum | Simon Williams                                | Mighty Avengers #1 (2007)      | - Saiu da equipe em Secret Invasion #8 (2008). |
| Vespa | Janet van Dyne-Pym                            | Mighty Avengers #1 (2007)      | - Morreu em Secret Invasion #8. |
| Viúva Negra | Natalia Alianovna Romanova (Natasha Romanoff) | Mighty Avengers #1             | - Saiu da equipe em Secret Invasion #8 (2008). |
| Sentinela | Robert Reynolds                               | Mighty Avengers #1 (2007)      | |
| Ares | Ares                                          | Mighty Avengers #1 (2007)      | |
| Mulher-Aranha | Verake                                        | Mighty Avengers #7 (2007)      | - Revelou ser uma Skrull infiltrada em Secret Invasion #3. - Morreu em Secret Invasion #8. |
| Equipe Internacional Uma nova equipe, de status internacional, estreou na revista Mighty Avengers, durante os eventos do arco Dark Reign, sem relação direta com as formações anteriores dos Poderosos Vingadores. |                                               |                                | |
| Feiticeira Escarlate | Loki                                          | Mighty Avengers #21            | - Disfarçou-se de Feiticeira Escarlate na formação do grupo. - Revelou sua verdadeira identidade em Mighty Avengers #29.                                                                                               |
| Vespa II | Dr. Henry "Hank" Pym                          | Mighty Avengers #21 (Mar/2009) | - Foi líder da equipe, escolhido pela "Feiticeira Escarlate", que na verdade era Loki, o Deus da Mentira. - Sua liderança foi contestada pelo Homem de Ferro, mas acabou como líder absoluto após a derrota de Chthon. |
| Hércules | Hercules                                      | Mighty Avengers #21 (Mar/2009) | - Entrou para a equipe após o arco Chaos Cascade. |
| Amadeus Cho | Amadeus Cho                                   | Mighty Avengers #21 (Mar/2009) | - Entrou para a equipe após o arco Chaos Cascade. |
| Jocasta | Jocasta                                       | Mighty Avengers #21 (Mar/2009) | - Acompanhou Hank Pym e Hércules à Transia, junto com Jarvis e Amadeus Cho. |
| Agente Americano | John Frank Walker, Jack Daniels (pseudônimo)  | Mighty Avengers #22            | - Ex-membro da Tropa Ômega, escolhido no lugar do Capitão América. |
| Estatura | Cassandra Lang                                | Mighty Avengers #22            | - É também membro dos Jovens Vingadores. |
| Visão | Jonas                                         | Mighty Avengers #22            | - É também membro dos Jovens Vingadores. |
| Mercúrio | Pietro Maximoff                               | Mighty Avengers #24            | - Uniu-se ao grupo após ajudá-los contra Titan. |

### Vingadores a origem
| Personagem                     | Nome Civil                 | Juntou-se ao grupo em           | Notas |
| ------------------------------ | -------------------------- | ------------------------------- | --- |
| Primeira formação              |                            |                                 | |
| Patriota de Ferro              | Norman Osborn              | Dark Avengers #1 (Janeiro 2009) | - Ex-líder do grupo; foi capturado em Dark Avengers #16. |
| "Homem-Aranha" (Venom)         | Mac Gargan                 | Dark Avengers #1 (Janeiro 2009) | - Foi capturado em Dark Avengers #16. - Reassumiu a identidade de Escorpião após o simbionte ser confiscado pelo governo. |
| "Miss Marvel" (Rocha Lunar)    | Karla Sofen                | Dark Avengers #1 (Janeiro 2009) | - Foi capturada em Dark Avengers #16 e se uniu aos Thunderbolts liderados por Luke Cage em Thunderbolts #144. |
| "Gavião Arqueiro" (Mercenário) | Lester                     | Dark Avengers #1 (Janeiro 2009) | - Foi capturado em Dark Avengers #16. - Foi morto pelo Demolidor em Shadowland #1. |
| "Wolverine"                    | Daken Akihiro              | Dark Avengers #1 (Janeiro 2009) | - Filho psicopata do Wolverine. - Foi capturado em Dark Avengers #16. |
| "Capitão Marvel" (Marvel Boy)  | Noh-Varr                   | Dark Avengers #1 (Janeiro 2009) | - Deixou a equipe em Dark Avengers #6 e passou a integrar os Vingadores. |
| "Ares                          | John Aron                  | Dark Avengers #1 (Janeiro 2009) | - Ex-membro da segunda equipe dos Poderosos Vingadores. - Morto em Siege 2 (2010) pelo Sentinela. |
| Sentinela                      | Robert Reynolds            | Dark Avengers #1 (Janeiro 2009) | - Ex-membro da segunda equipe dos Poderosos Vingadores. - Morto em Siege 4(Junho/2010) pelo Thor. |
| Segunda formação               |                            |                                 | |
| Super-Adaptóide                | Norman Osborn              | New Avengers #18 (2011)         | - Atual líder. Adquiriu os poderes do Super-Adaptóide depois de reagrupar a equipe. - Foi novamente capturade e está em coma. |
| "Wolverine"                    | Tomi Shishido (Gorgon)     | New Avengers #18 (2011)         | - Foi morto por Wolverine em Wolverine #31. - Revivido pelo Tentáculo em Secret Warriors #2. |
| "Hulk"                         | Skaar, o Filho do Hulk     | New Avengers #18 (2011)         | - Foi recrutado por Norman Osborn na Terra Selvagem. - É agente duplo trabalhando para o Capitão América em segredo. |
| "Ms. Marvel"                   | Deidre Wentworth (Superia) | New Avengers #18 (2011)         | - Comandou o M.A.R.T.E.L.O. após Norman ser preso. |
| "Gavião Arqueiro"              | Barney Barton              | New Avengers #18 (2011)         | - Irmão do Gavião Arqueiro que teve sua morte forjada por Norman Osborn. |
| "Homem-Aranha"                 | Ai Apaec                   | New Avengers #18 (2011)         | - Deus-aranha sul-americano. - Foi transformado numa forma humanóide de seis braços, coberto por uma substância desconhecida que imita o traje simbionte. |
| "Feiticeira Escarlate"         | Dra. June Covington        | New Avengers #18 (2011)         | - Bióloga e geneticista. Encontrou com Norman Osborn pela primeira vez em Osborn #1, depois de O Cerco. |
| "Thor"                         | Ragnarok                   | New Avengers #18 (2011)         | - Clone do Thor produzido durante a Guerra Civil. - Foi reparado pela I.M.A. a pedido de Norman Osborn. |
| Terceira formação              |                            |                                 | |
| Agente Americano               | John Walker                | Dark Avengers #185 (2013)       | - Ex-diretor da Balsa. Foi mandado junto com os Vingadores Sombrios para uma realidade alternativa. - Retomou seu papel como Agente Americano após receber uma versão alternativa lobotomizada do simbionte Venom que recriou seus membros perdidos.            |
| Ai Apaec                       | Ai Apaec                   | Dark Avengers #185 (2013)       | Morto pela Doxie Tóxica em os Vingadores Sombrios 2 (2013) |
| Rocha Lunar                    | Karla Sofen                | Dark Avengers #185 (2013)       | - Foi capturada em Dark Avengers #16 e se uniu aos Thunderbolts liderados por Luke Cage em Thunderbolts #144. - Voltou à equipe em Dark Avengers #184. - Ganhou a aparência do Capitão Marvel devido a um feitiço de uma versão alternativa do Doutor Estranho. |
| Trickshot                      | Barney Barton              | Dark Avengers #185 (2013)       | |
| Ragnarok                       | Ragnarok                   | Dark Avengers #185 (2013)       | |
| Doxie Tóxica                   | Dr. June Covington         | Dark Avengers #185 (2013)       | |
| Skaar                          | Skaar                      | Dark Avengers #185 (2013)       | |

| Personagem (Codinome Original) | Nome real                                     | Integrante desde             | Notas |
| ------------------------------ | --------------------------------------------- | ---------------------------- | --- |
| Formação original              |                                               |                              | |
| Comandante Steve Rogers        | Steven Rogers                                 | Secret Avengers #1 (2010)    | - Atual líder da equipe principal de Vingadores como Capitão América. |
| Fera                           | Dr. Henry Philip "Hank" McCoy                 | Secret Avengers #1 (2010)    | |
| Viúva Negra                    | Natalia Alianovna Romanova (Natasha Romanoff) | Secret Avengers #1 (2010)    | |
| Valquíria                      | Brunnhilde                                    | Secret Avengers #1 (2010)    | |
| Cavaleiro da Lua               | Marc Spector                                  | Secret Avengers #1 (2010)    | |
| Agente 13                      | Sharon Carter                                 | Secret Avengers #1 (2010)    | |
| Máquina de Combate             | James Rupert "Rhodey" Rhodes                  | Secret Avengers #1 (2010)    | |
| Homem-Formiga                  | Eric O'Grady                                  | Secret Avengers #1 (2010)    | - Morte presumida em Secret Avengers #23. - Foi reveleado que estava vivo em Secret Avengers #24. - Foi capturado e secretamente substituído por um robô em Secret Avengers #25. |
| Nova                           | Richard Rider                                 | Secret Avengers #1 (2010)    | - Morte presumida em The Thanos Imperative. |
| Pós-Essência do Medo           |                                               |                              | |
| Gavião Arqueiro                | Clint Barton                                  | Secret Avengers #21.1 (2012) | - Atual líder da equipe. |
| Capitão Britânia               | Brian Braddock                                | Secret Avengers #22 (2012)   | |
| Tocha Humana                   | Jim Hammond                                   | Secret Avengers #22 (2012)   | - Mantido em estase após ficar mortalmente ferido em Secret Avengers #25. |
| Gigante                        | Henry "Hank" Pym                              | Secret Avengers #22 (2012)   | |
| Venom                          | Flash Thompson                                | Secret Avengers #23 (2012)   | |
| Membros honorários             |                                               |                              | |
| Príncipe dos Órfãos            | John Aman                                     | Secret Avengers #6 (2010)    | - Se tornou vilão em The Defenders vol. 4 #6 (2012). |
| Mestre do Kung Fu              | Shang-Chi                                     | Secret Avengers #10 (2011)   | - Deixou a equipe em Secret Avengers #18 (2011). |
| Thor                           | Thor Odinson                                  | Secret Avengers #26 (2012)   | - Participaram como integrantes da equipe somente no ataque à Força Fênix. |
| Ms. Marvel                     | Carol Danvers                                 | Secret Avengers #26 (2012)   | - Participaram como integrantes da equipe somente no ataque à Força Fênix. |
| Protetor                       | Noh-Varr                                      | Secret Avengers #26 (2012)   | - Participaram como integrantes da equipe somente no ataque à Força Fênix. |
| Visão                          | Victor Shade                                  | Secret Avengers #26 (2012)   | - Participaram como integrantes da equipe somente no ataque à Força Fênix. |

### Academia de Vingadores
| Personagem              | Nome Civil               | Juntou-se ao grupo em          | Notas                                              |
| ----------------------- | ------------------------ | ------------------------------ | -------------------------------------------------- |
| Administração da escola |                          |                                |                                                    |
| Gigante                 | Henry Jonathan Pym       | Avengers Academy #1 (2010)     | - Diretor                                          |
| Tigresa                 | Greer Grant Nelson       | Avengers Academy #1 (2010)     |                                                    |
| Mercúrio                | Pietro Django Maximoff   | Avengers Academy #1 (2010)     |                                                    |
| Justiça                 | Vance Astrovik           | Avengers Academy #1 (2010)     | - Saiu da Academia em Avengers Academy #20 (2011). |
| Speedball               | Robbie Baldwin           | Avengers Academy #1 (2010)     | - Saiu da Academia em Avengers Academy #20 (2011)  |
| Jocasta                 | Jocasta                  | Avengers Academy #1 (2010)     | - Saiu da Academia em Avengers Academy #21 (2011)  |
| Gavião Arqueiro         | Clinton Francis Barton   | Avengers Academy #21 (2011)    |                                                    |
| Instrutores convidades  |                          |                                |                                                    |
| Punho de Ferro          | Danny Rand               | Avengers Academy #3 (2010)     |                                                    |
| Valquíria               | Brunnhilde               | Avengers Academy #3 (2010)     |                                                    |
| Capitão América         | Steve Rogers             | Avengers Academy #5 (2010)     |                                                    |
| Doutor Estranho         | Dr. Stephen Strange      | Avengers Academy #10 (2011)    |                                                    |
| Protetor                | Noh-Varr                 | Avengers Academy #10 (2011)    |                                                    |
| Homem-Aranha            | Peter Parker             | Amazing Spider-Man #661 (2011) |                                                    |
| Hércules                | Hércules                 | Avengers Academy #29-31 (2012) |                                                    |
| Alunos                  |                          |                                |                                                    |
| Tática                  | Jeanne Foucault          | Avengers Academy #1 (2010)     |                                                    |
| Radiação                | Jennifer Takeda          | Avengers Academy #1 (2010)     |                                                    |
| Vigoroso                | Ken Mack                 | Avengers Academy #1 (2010)     |                                                    |
| Réptil                  | Humberto Lopez           | Avengers Academy #1 (2010)     | - Líder                                            |
| Chocante                | Brandon Sharpe           | Avengers Academy #1 (2010)     |                                                    |
| Véu                     | Madeline Berry           | Avengers Academy #1 (2010)     | - Saiu da Academia em Avengers Academy #20 (2011). |
| Morcego Negro           | James Santini            | Avengers Academy #21 (2011)    |                                                    |
| Bolinha                 | Emery Schaub             | Avengers Academy #21 (2011)    |                                                    |
| Suplício                |                          | Avengers Academy #21 (2011)    |                                                    |
| Juston Seyfert          |                          | Avengers Academy #21 (2011)    |                                                    |
| Arco-Íris               | Julie Power              | Avengers Academy #21 (2011)    | - Assistente de professor.                         |
| Machine Teen            | Adam Aaronson            | Avengers Academy #21 (2011)    | - Saiu da Academia em Avengers Academy #26 (2012)  |
| Power Man II            | Victor Alvarez           | Avengers Academy #21 (2011)    |                                                    |
| Ricochete               | Johnny Gallo             | Avengers Academy #21 (2011)    |                                                    |
| Rocket Racer            | Robert Farrell           | Avengers Academy #21 (2011)    | - Saiu da Academia em Avengers Academy #26 (2012). |
| Mulher-Hulk II          | Lyra                     | Avengers Academy #21 (2011)    |                                                    |
| Garota-Aranha           | Anya Corazon             | Avengers Academy #21 (2011)    |                                                    |
| Trovejante              | Kevin Masterson          | Avengers Academy #21 (2011)    |                                                    |
| Turbo                   | Michiko "Mickey" Musashi | Avengers Academy #21 (2011)    |                                                    |
| Tigresa Branca          | Ava Ayala                | Avengers Academy #21 (2011)    |                                                    |
| Taki                    | Taki Matsuya             | Avengers Academy #21 (2011)    |                                                    |
| Híbrido                 | Jimmy Marks              | Avengers Academy #23 (2011)    | - Banido da Terra em Avengers Academy #25 (2012).  |
| X-23                    | Laura Kinney             | Avengers Academy #23 (2011)    |                                                    |
| Thim                    | Thimasus Kasdan          | Avengers Academy #31 (2012)    |                                                    |

Vingadores Selvagens
| Personagem      | Nome real                                              | Me juntei                                   | Notas |
| --------------- | ------------------------------------------------------ | ------------------------------------------- | --- |
| Wolverine       | James "Logan" Howlett                                  | Vingadores Savage Vol. 1 # 1 (maio de 2019) | Membro atual dos Vingadores Selvagens e dos X-Men .Ex-membro da equipe principal dos Vingadores , o Esquadrão da Unidade dos Vingadores e os Novos Vingadores . Manteve a participação simultânea nos Vingadores e nos X-Men. |
| Justiceiro      | Francisco "Frank" Castle (nascido Francis Castiglione) | Vingadores Savage Vol. 1 # 1 (maio de 2019) | Membro atual dos Vingadores Selvagens. Ex-membro do Code Red, Thunderbolts e Heroes for Hire . |
| Elektra         | Elektra Natchios                                       | Vingadores Savage Vol. 1 # 1 (maio de 2019) | Membro atual dos Vingadores Selvagens. Ex-membro do Code Red, Thunderbolts, The Hand e The Chaste . |
| Conan O Bárbaro | Conan                                                  | Vingadores Savage Vol. 1 # 1 (maio de 2019) | Membro atual dos Vingadores Selvagens. |
| Doutor Voodoo   | Jericho Drumm                                          | Vingadores Savage Vol. 1 # 1 (maio de 2019) | Membro atual dos Vingadores Selvagens. Ex-integrante do Esquadrão da Unidade dos Vingadores e dos Filhosda Meia - Noite . |
| Venom           | Eddie Brock                                            | Vingadores Savage Vol. 1 # 1 (maio de 2019) | Membro atual dos Vingadores Selvagens. Ex-membro do Sinister Six , Savage Six e do Venom-Army . |

## Integrantes do Universo Cinemático da Marvel (Os Vingadores - 2012)
| Personagem      | Nome Real        | Me Juntei                                  | Notas |
| --------------- | ---------------- | ------------------------------------------ | --- |
| Homem De Ferro  | Tony Stark       | Os Vingadores:The Avengers (abril de 2012) | Quem começou tudo há 10 anos foi o playboy Tony Stark (Robert Downey Jr.) e seu Homem de Ferro. Antes de unir aos Vingadores, ele já colocava sua armadura e lutava contra seus inimigos. O principal personagem da história se uniu aos Vingadores, viu sua criação tentar destruir o mundo e acabou entrando em conflito com o Capitão América. Agora, eles terão que deixar suas diferenças de lado para enfrentar a maior ameaça de todas: o vilão Thanos.                                                           |
| Capitão America | Steve Rogers     | Os Vingadores:The Avengers (abril de 2012) | O herói criado em laboratório era o garoto propaganda da moral, dos bons costumes, e da guerra. Depois de um longo tempo congelado, Capitão América (Chris Evans) entra em conflito consigo mesmo, tentando compreender seu lugar e como pode ajudar os outros. Com os anos, porém, foi se tornando mais rebelde e menos crente na justiça, deixando os Vingadores por não acreditar que deve ser controlado. Ao lado do Homem de Ferro, deve ter um encerramento para sua história, deixando o posto para outra pessoa. |
| Thor            | Thor             | Os Vingadores:The Avengers (abril de 2012) | Inspirado no deus nórdico, Thor é um dos mais fortes vingadores. Nascido em Asgard, Thor cresceu ao lado de seu irmão, Loki, o primeiro vilão dos vingadores no UCM. Para derrotá-lo, o deus do trovão se une aos heróis da Terra para derrotar e prender Loki. |
| Hulk            | Bruce Banner     | Os Vingadores:The Avengers (abril de 2012) | Talvez o mais forte vingador, Hulk é um personagem clássico dos quadrinhos, que também ganhou sua versão nas telonas. Dr Bruce Banner era um cientista que, durante uma pesquisa, acabou ganhando poderes a partir dos raios gamas. |
| Viúva Negra     | Natasha Romanoff | Os Vingadores:The Avengers (abril de 2012) | No filme Homem de Ferro 2, lançado em 2010, Natasha Romanoff é interpretada pela atriz Scarlett Johansson. A atriz revelou em entrevista que teve de passar por muitos treinamentos e exercícios para entrar em forma e aprender um pouco de artes marciais. A atriz reprisou o papel da personagem nos filmes Os Vingadores - The Avengers (2012), no qual Natasha é recrutada pela SHIELD para impedir o ataque de Loki à Terra                                                                                        |
| Gavião Arqueiro | Clint Barton     | Os Vingadores:The Avengers (abril de 2012) | Clint Barton é interpretado por Jeremy Renner nos filmes do MCU. Ele aparece pela primeira vez em Thor (2011), como um agente da S.H.I.E.L.D. Em Os Vingadores, Clint é controlado por Loki, sendo um antagonista durante quase todo filme. Após se recuperar do controle de Loki, ele se junta aos Vingadores para a batalha final. |